# Estadio Municipal de Talavera
El Estadio Municipal de Talavera es un recinto deportivo ubicado en el distrito de Talavera, en la provincia de Andahuaylas, departamento de Apurímac. Principalmente utilizado para la práctica del fútbol, cuenta con una capacidad modesta y sirve como sede para eventos deportivos y recreativos de la localidad. Es el escenario donde se disputan partidos de ligas nacionales, locales y regionales, entre ellos los partidos de Defensor José María Arguedas en Liga 3 y en una ocasión el duelo entre Los Chankas y Deportivo Garcilaso por la primera fecha del Torneo Apertura 2025 en la Liga 1.
Este recinto también es utilizado como campo de entrenamiento para los equipos de visita que juegan ante Los Chankas. El estadio cuenta con gras natural y las tribunas oriente y occidente, donde cuenta con techado en esta última.